# Eicherax costatus
Eicherax costatus là một loài ruồi trong họ Asilidae. Eicherax costatus được Schiner miêu tả năm 1868.